# Crambus perlella
Crambus perlella — вид лускокрилих комах з родини вогнівки-трав'янки. Поширений у Європі, Азії та Північній Америці. Зустрічається повсюдно, звичайно на луках. Розмах крил 22-28 мм. Імаго блискучо-біле або темно-коричневе. Гусениці живляться на костриці (костриця овеча, Festuca duriuscula), щучнику (Avenella flexuosa).